# Hirtodrosophila spinipes
Hirtodrosophila spinipes är en tvåvingeart som först beskrevs av Lamb 1914.  Hirtodrosophila spinipes ingår i släktet Hirtodrosophila och familjen daggflugor. Inga underarter finns listade i Catalogue of Life.